# Hermann Maatmann
Hermann Maatmann (* 15. Februar 1925 in Rheine; † 17. Januar 2011 in Wilsum) war ein deutscher Politiker (CDU).

## Leben
Maatmann besuchte die Volksschule in Wilsum und absolvierte anschließend eine Banklehre mit Abschlussprüfung. Von 1946 bis 1961 war er als Bankangestellter tätig. Ab 1961 führte er den landwirtschaftlichen Betrieb seiner Eltern in Wilsum weiter.
Er wurde 1963 Mitglied der CDU. Ab 1961 war er Ratsherr und Bürgermeister der Gemeinde Wilsum und ab 1964 Kreistagsabgeordneter, wo er ab 1968 den Vorsitz der CDU-Kreistagsfraktion übernahm.
Ab 1976 war er ehrenamtlicher Landrat des Landkreises Grafschaft Bentheim und vom 21. Juni 1978 an gehörte er für drei Wahlperioden dem Niedersächsischen Landtag an. Maatmann amtierte als Grafschafter Landrat und Bürgermeister Wilsums bis 1986, aus dem Landtag schied er am 20. Juni 1990 aus.
Maatmann war von 1973 bis 2002 Mitglied des Verwaltungsrates und Mitglied des Kreditausschusses der Kreissparkasse Nordhorn; fünf Jahre stand er dem Verwaltungsrat als Vorsitzender und 16 Jahre als stellvertretender Vorsitzender vor. Er war zudem Mitglied des Aufsichtsrates der Emsland GmbH Meppen und Verbandsvorsitzender der Kreis- und Stadtkrankenanstalt in Nordhorn.
Maatmann war noch bis Herbst 1996 auf kommunalpolitischer Ebene aktiv. Außerdem war er von 1970 bis 1996 als Standesbeamter in Wilsum und Uelsen beschäftigt, wofür er Anfang 1997 von der Gemeinde Uelsen geehrt wurde.
Nach dem Ausscheiden aus dem Kreistag wurde Maatmann 1996 zum Ehrenlandrat des Landkreises Grafschaft Bentheim ernannt. Ebenso wurde er zum Ehrenratsherr und Ehrenbeigeordneter der Samtgemeinde Uelsen und zum Ehrenratsherr der Gemeinde Wilsum ernannt. Für sein politisches Engagement wurde er u. a. 1984 mit dem Bundesverdienstkreuz am Bande und 1993 mit dem Verdienstkreuz 1. Klasse ausgezeichnet.